# Hieronimów
Hieronimów – wieś sołecka w Polsce położona w województwie mazowieckim, w powiecie lipskim, w gminie Sienno.
| SIMC    | Nazwa        | Rodzaj    |
| ------- | ------------ | --------- |
| 1054430 | Podlesie     | część wsi |
| 1054469 | Przedmieście | część wsi |

W latach 1975–1998 miejscowość administracyjnie należała do województwa radomskiego.
Wierni Kościoła rzymskokatolickiego należą do parafii św. Zygmunta w Siennie.